# Marsile Ficin
Marsile Ficin (prononcé en français : [maʁsil fi'sɛ̃], en latin Marsilius Ficinus, en italien Marsilio Ficino [marˈsiljo fiˈtʃino]), né à Figline Valdarno en Toscane le 19 octobre 1433 et mort à Careggi près de Florence le 1er octobre 1499, est un poète et philosophe italien.
C'est l'un des philosophes humanistes les plus influents de la Première Renaissance italienne. Il dirigea l'Académie platonicienne de Florence, fondée par Cosme de Médicis en 1459, et il eut pour disciples et collègues de travail Jean Pic de la Mirandole, Ange Politien et Jérôme Benivieni.
Il a traduit et commenté l'œuvre de Platon et de Plotin, il connaissait l'œuvre d'Aristote, il s'intéressa aussi à l'occultisme et l'hermétisme, et fut le représentant majeur du néoplatonisme médicéen. Sa philosophie, composition intime de métaphysique, de religion et d'esthétique, fit autorité en son temps.

## Biographie

### Enfance

De triplici vita, 1560

Fils d'un médecin renommé, il suit son père à Florence lorsque celui-ci va exercer à l'hôpital Santa Maria Nuova. Il se destine à la médecine, mais ses études lui font découvrir la philosophie, vers laquelle le pousse l'humaniste Cristoforo Landino.
Il reçut sa première instruction dans sa ville natale et fit ses études à Bologne. Il étudia dès sa première jeunesse avec ardeur la langue grecque et la philosophie de Platon, auquel il voua, pour le reste de sa vie, un véritable culte. De retour à Florence, il sut faire partager son enthousiasme pour le grand philosophe de l'Antiquité, à son protecteur Cosme de Médicis.
Très tôt mis à l'étude de Galien, d'Hippocrate, d'Aristote, d'Averroès et d'Avicenne, c'est tout jeune encore, comme il le raconte lui-même dans les préfaces au De vita triplici et à l'édition de Plotin, que Ficin avait trouvé un second père « selon Platon » en Cosme de Médicis, banquier, lettré et fondateur de dynastie qui allait régner sur Florence.

### Le retour à la pensée grecque et le néoplatonisme

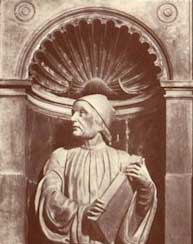
Buste de Marsile Ficin par Andrea Ferrucci à la cathédrale de Florence.

À la suite du concile de Florence, convoqué en 1439 par le pape Eugène IV, pour rapprocher les Églises d'Orient et d'Occident, plusieurs savants grecs, venus pour cet événement, se fixèrent en Toscane. Cosme de Médicis et son cercle intellectuel connurent, à cette occasion, le philosophe néoplatonicien Gemiste dit Pléthon - qui avait hellénisé son nom à l'ancienne - dont les discours sur Platon et les mystiques d’Alexandrie avaient tellement fasciné la société lettrée de Florence qu’on l’avait appelé le second Platon.
En 1459, Marsile Ficin devint l’élève de Jean Argyropoulos qui enseignait la langue et la littérature grecques.
Auteur et traducteur fécond, doué d'un sens de la pensée antique tellement hors du commun qu'aujourd'hui encore ses interprétations peuvent parfois guider l'érudition moderne, Marsile Ficin a édité en latin Platon, Plotin, Porphyre de Tyr, Jamblique, Synésios, Proclus, Priscien de Lydie et Hermès Trismégiste, donnant ainsi à l'Occident accès à leurs écrits. Il a su donner une voix et une pensée entièrement nouvelles aux études humanistes, en des ouvrages d'inspiration platonico-chrétienne, tels sa Théologie platonicienne de l'immortalité des âmes, ou empreints de philosophie hétérodoxe et d'occultisme, tels son De vita libri tres (Les trois Livres de la vie).
Cosme de Médicis, après avoir écouté en 1438 les leçons du philosophe byzantin platonicien Gémiste dit  Pléthon, conçut l'idée de faire renaître « une sorte d'Académie » ; il offrit à Marsile Ficin un manuscrit des œuvres de Platon et lui demanda de le traduire en latin. Puis Cosme fit interrompre la traduction de Platon et recommanda à Ficin de commencer par celle d'Hermès Trismégiste. On dispose donc :
- de la traduction classique de Platon du grec en latin (édition de 1482)
- d'une traduction du manuscrit comportant quatorze des quinze traités du Corpus Hermeticum (nom que l'on donne maintenant à l'ensemble des dialogues philosophiques attribués à Hermès Trismégiste, autrement dit Mercure Trois Fois grand)
- des écrits de nombreux néoplatoniciens, comme Porphyre de Tyr, Jamblique, Plotin.

Son œuvre de traducteur et d'exégète du platonisme eut une importance considérable dans l'Europe de la Renaissance. Son œuvre personnelle est un effort de conciliation entre la révélation chrétienne et la « théologie platonicienne ». Contrairement à ce que recommandait le philosophe polythéiste  Gemiste dit Pléthon, Marsile Ficin tenta une synthèse du christianisme et du platonisme. Il s'oppose ainsi à l'aristotélisme des écoles de son époque qu'il accuse de détruire la religion. Ficin, en s'appuyant sur la tradition platonicienne, élabore une nouvelle apologétique, fondée sur une « pia philosophia » et une « docta religio ».
L’ouvrage principal de Marsile Ficin est son traité sur l’immortalité de l’âme, Theologia Platonica de immortalitate animae. Il y définit l’âme comme principe de mouvement, impérissable et ascension vers Dieu.
Dans la quête du retour à l’Antiquité, Marsile Ficin porta un grand intérêt à l’astrologie, ce qui l’amena à entrer en conflit avec l’Église romaine. En 1489, il fut accusé de sorcellerie par le pape Innocent VIII et échappa de peu aux rigueurs de l’Inquisition.
Marsile Ficin écrivait en 1492 : « Ce siècle, comme un âge d’or, a restauré la lumière des arts libéraux qui avaient presque disparu : grammaire, poésie, rhétorique, peinture, sculpture, architecture, musique… Ce siècle semble être celui qui a permis à l’astrologie d'avoir droit de cité. »
Il meurt en 1499.

## Le Tarot de Marseille
Selon Les Mystères du Tarot de Marseille, Marsile serait à l'origine des arcanes majeures du Tarot de Marseille ; en effet, Marsile est célèbre pour avoir été le premier à traduire les œuvres complètes de Platon du grec vers le latin. Cette traduction avec ses commentaires contient de troublantes ressemblances avec la description des lames.

## Ses disciples
Marsile Ficin fut le précepteur du petit-fils de Cosme de Médicis, Laurent de Médicis, ainsi que du philosophe humaniste italien Jean Pic de la Mirandole.

## Bibliographie

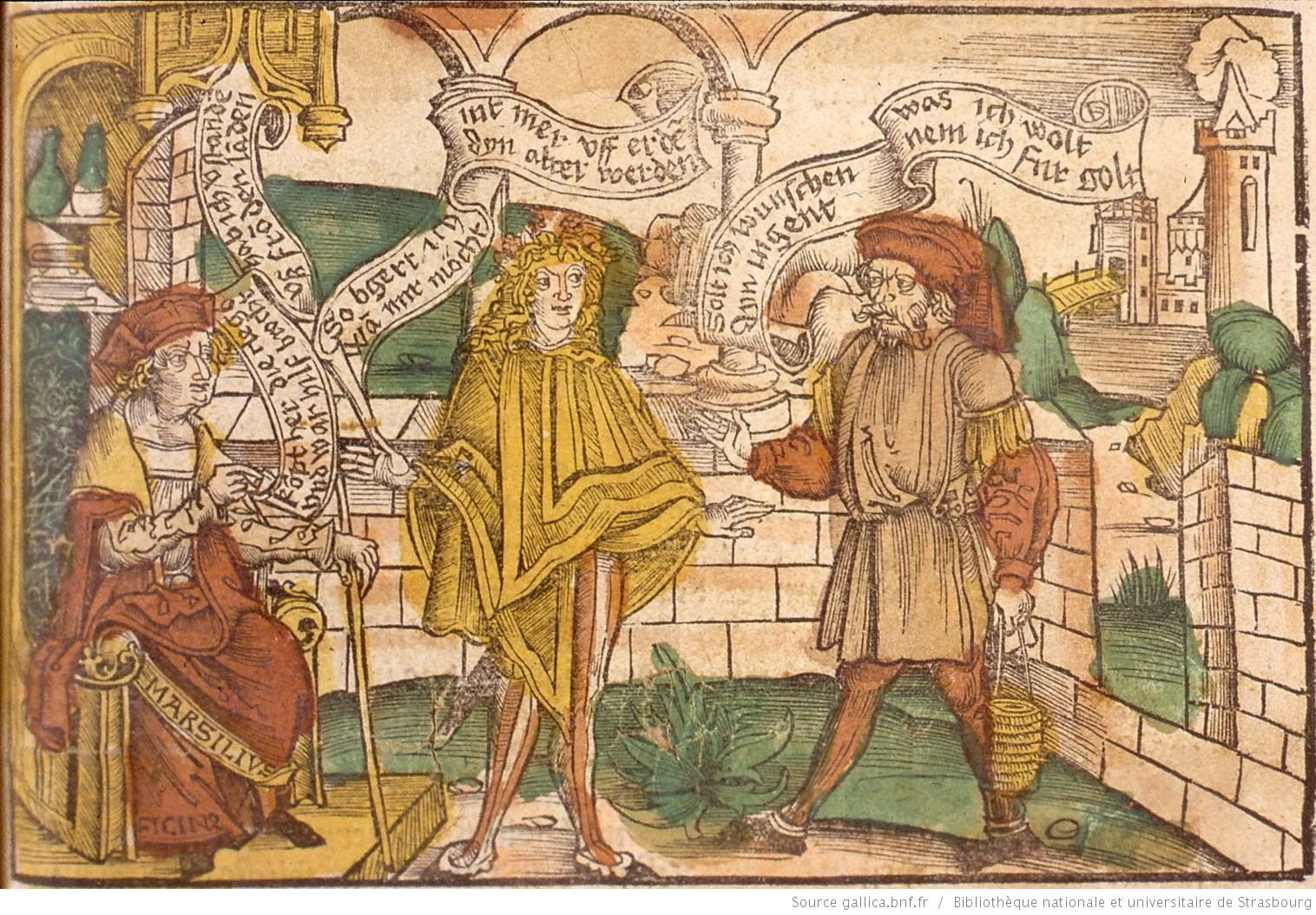
« Marsilius Ficinus enseignant » (1 pl. coloriée ; 10 x 15.5 cm), Strasbourg. Coll. de la Bibliothèque nationale et universitaire de Strasbourg.

### Traductions par Marsile Ficin
On lui doit la traduction :
- de Hermès Trismégiste (Corpus Hermeticum) sous le titre Pimandre (nom du traité I) (1471) : Pimander, Mercurii Trismegisti Liber de sapientia et potestate Dei Marsilio Ficino interprete Asclepius, ejusdem Mercurii liber de voluntate divina L. Apuleio interprete ;
- de Platon en latin, Venise, 1491 ;
- des Ennéades de Plotin, Florence, 1492 ;
- de plusieurs traités de Jamblique, de Porphyre de Tyr, Venise, 1497 ;
- de Denys l'Aréopagite, Cologne, 1536 ;

### Ouvrages de Marsile Ficin

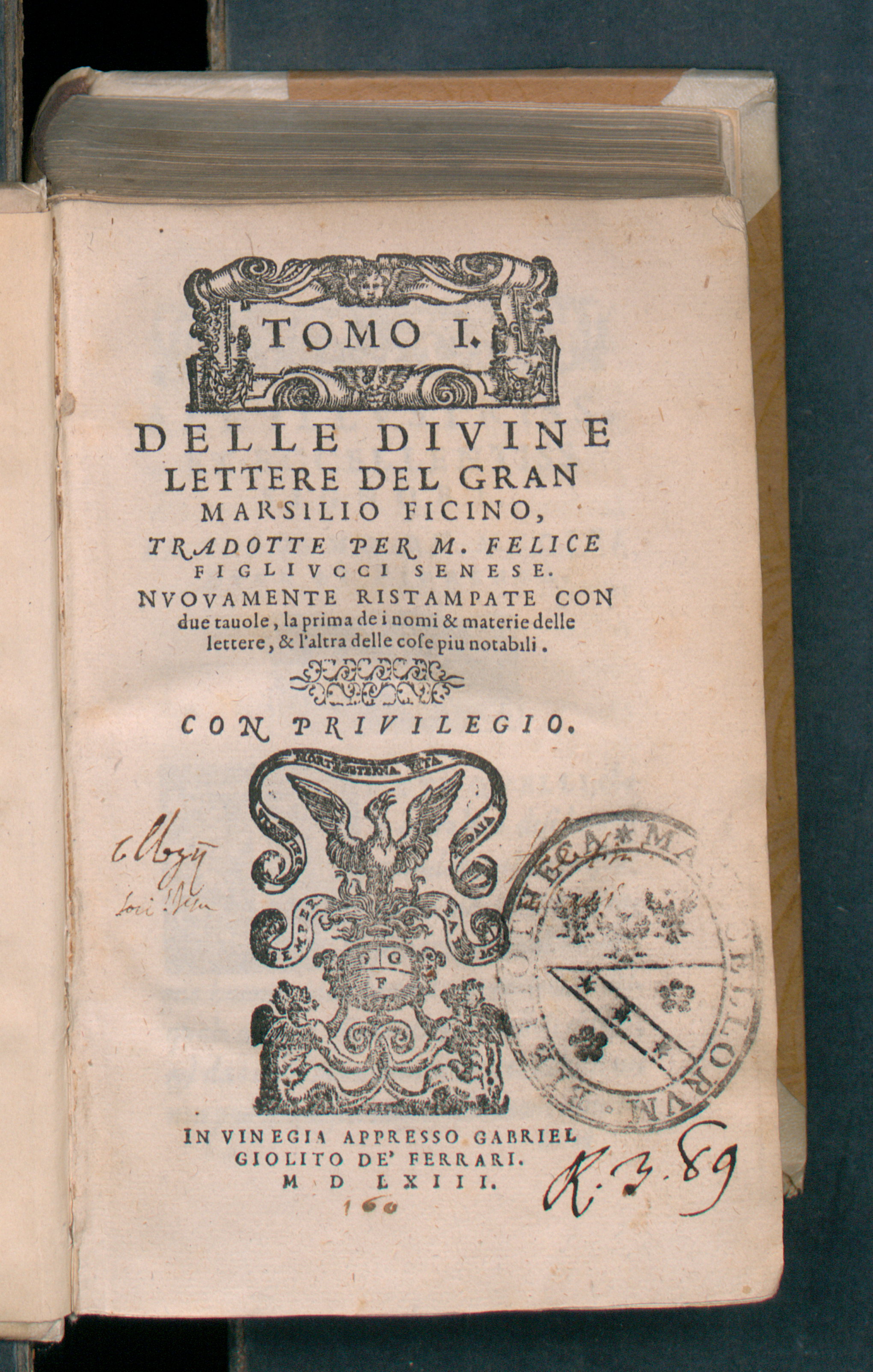
Lettere e carteggi, 1549

Il a en outre composé lui-même un grand nombre d'ouvrages, entre autres :  
- Theologia Platonica de immortalitate animae, (1482), trad. : Théologie platonicienne de l'immortalité de l'âme

Livres I-XVIII, première édition 1964 (tome I, livres I-VIII) - 1964 (tome II, livres IX-XIV) - 1970 (tome III, livres XV-XVIII), Les Belles lettres.
- De triplici vita (Les trois livres de la vie (en)) (1489). Trois traités : De Vita Sana (De la Vie saine), De Vita Longa (De la Vie longue), De Vita Coelitus Comparanda (Comment organiser sa vie de façon céleste). Trad. : Les trois Livres de la vie (1489), trad. Guy Le Fèvre de la Boderie (1581), Arthème Fayard, 2000, 275 p. Commente Plotin (IV, 3, 11 ; ou IV, 4, 30-42)[6].
- De Amore (De l'amour) ou Commentarium in Convivium Platonis (Commentaire au Banquet de Platon) (1469), traduit et annoté par Pierre Laurens, Commentaire sur le Banquet de Platon, De l'amour., Les Belles Lettres, 2002. , Les Belles Lettres - Paris, 2002.
- De lumine (De la lumière) (1492), trad. Sylvain Matton, in Lumière et cosmos. Courants occultes de la philosophie de la nature, coll. Les Cahiers de l'hermétisme, Paris : Albin Michel, 1981, p. 55-75.
- Commentaire du Philèbe de Platon : texte et trad. an. par Michael J. B. Allen, The Philebus commentary. A Critical Edition and Translation, University of California Press, Berkeley et Los Angeles, 1975, rééd. 2000.
- Compendium in Timaeum (1484).
- Sa correspondance entre 1474 et 1494 lui a survécu et a été publiée. Epistolarum familiarum liber I, a cura di S. Gentile, Florence, Olschki, 1990.

Ses Œuvres ont été rassemblées en 2 volumes in-folio, Paris, 1641.

### Études sur Marsile Ficin
- « Accademia. Revue de la Société Marsile Ficin », I, 1999 sq.  (ISSN 1296-7645)
- André Chastel, Marsile Ficin et l'art, Droz, 1954. 3e éd., Droz, 1996
- Caroline Combrone, « Les platoniciens de l'art à la Renaissance », Revue Philosophique de Louvain, vol. 97, no 2,‎ 1999, p. 268 à 288 (lire en ligne, consulté le 12 avril 2016).
- Maurice de Gandillac, « La Renaissance du platonisme selon Marsile Ficin », Publications de l’Académie des Inscriptions et Belles-Lettres, vol. Actes du 1er colloque à la villa Kérylos à Beaulieu-sur-Mer du 27 au 30 septembre 1990, no 1,‎ 1991, p. 83-89 (lire en ligne, consulté le 10 mai 2020).
- Raymond Marcel, Marsile Ficin (1433-1499) - Paris, Les Belles Lettres, collection Les classiques de l'Humanisme - 1958 (réédité en 2007)  (ISBN 978-2-251-34424-9)
- Sylvain Matton, « Marsile Ficin et l’alchimie. Sa position, son influence » in S. Matton et J.-Cl. Margolin (éds.), Alchimie et philosophie à la Renaissance. Actes du colloque international de Tours (4-7 décembre 1991), Paris, Vrin, 1993 (De Pétrarque à Descartes, LVII), p. 123-192.
- Stéphane Toussaint, De l'Enfer à la coupole : Dante, Brunelleschi et Ficin, L'«Erma» di Bretschneider, Rome 1997
- Stéphane Toussaint (éd.), Marsile Ficin ou les mystères platoniciens, Actes du XLIIe Colloque international d'études humanistes, Les Belles Lettres, Paris 2002  (ISBN 2-251-44188-3)
- Louis Valcke, Pic de la Mirandole : Un itinéraire philosophique, Paris, Les Belles Lettres, coll. « Le Miroir des Humanistes », 2005, 491 p. (ISBN 2-251-34475-6).

### Sources partielles
- Erich Lessing, La Renaissance italienne mise en images, Hatier, Fribourg, 1985
- Marie-Nicolas Bouillet  et Alexis Chassang (dir.), « Marsile Ficin » dans Dictionnaire universel d’histoire et de géographie, 1878 (lire sur Wikisource)
- Philippe Truffault et Christophe Poncet Le mystère du Tarot de Marseille, Documentaire Arte, 2014